# Pompe de cale
Pour les articles homonymes, voir Pompe (homonymie).
Une pompe de cale est une pompe à eau utilisée pour évacuer l'eau des cales d'un navire.
Étant donné que du carburant peut être présent dans la cale du compartiment machine, les pompes de cale électriques sont conçues pour ne pas provoquer d'étincelles. Les pompes de cale électriques sont souvent équipées d'interrupteurs à flotteur qui démarrent la pompe lorsque la cale se remplit à un niveau déterminé. Les pompes de cale pouvant tomber en panne, l'utilisation d'une pompe de secours est souvent conseillée. La pompe primaire est normalement située au point le plus bas de la cale, tandis que la pompe secondaire serait située un peu plus haut. Cela garantit que la pompe secondaire ne s'active que lorsque la pompe primaire est débordée ou tombe en panne, et cela maintient la pompe secondaire exempte des débris dans l'eau de cale qui ont tendance à obstruer la pompe primaire.

## Histoire
L'eau de cale ou « sentine » dans les navires en bois était drainée par la maille, et acheminée sur le fond au travers des anguillers jusqu'au puisard (ou sentine) d'où elle était pompée.

### Pompes à chapelet

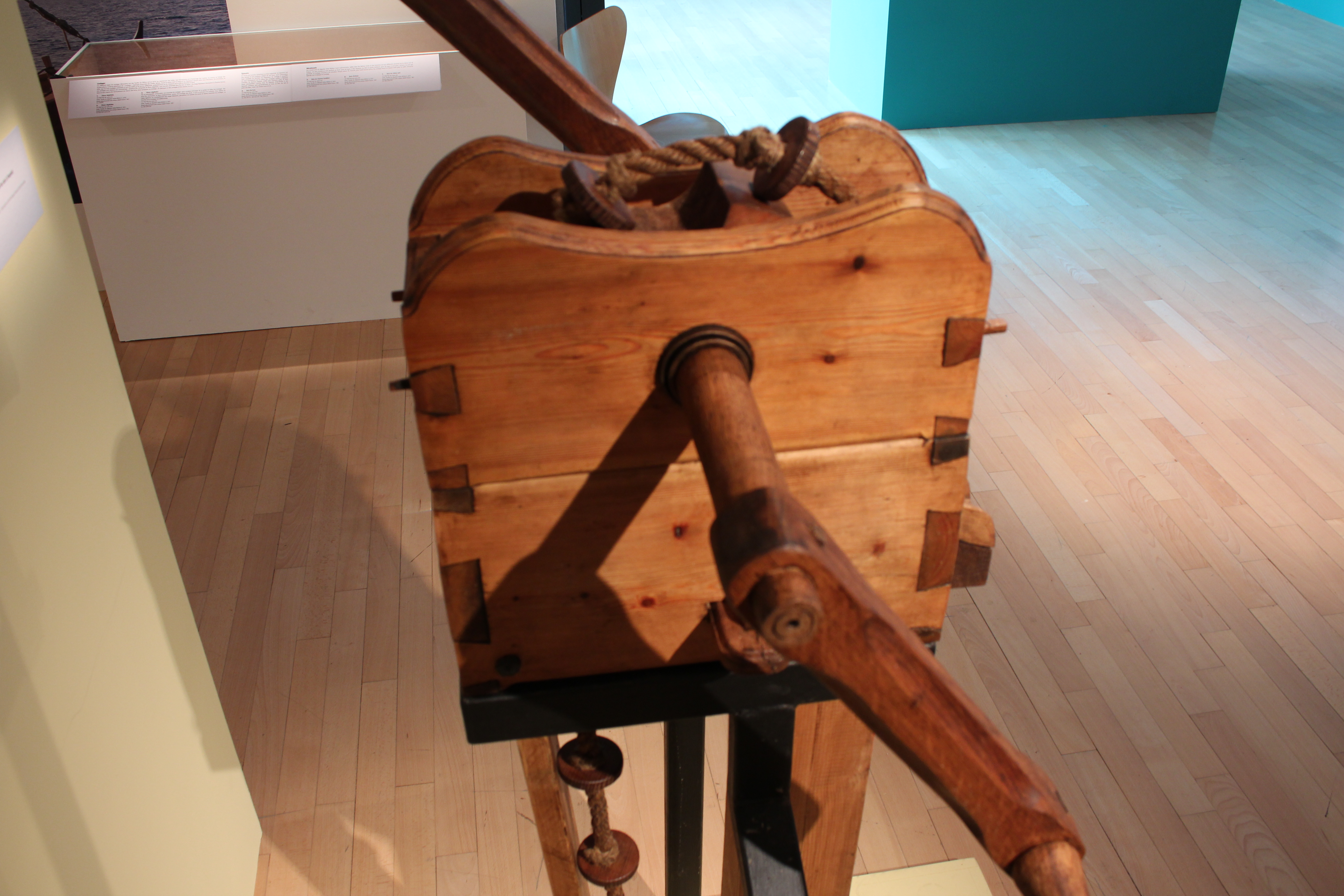
Pompe de cale de navire. Musée de l'Arles antique

Joseph de Bonnefoux dans son Dictionnaire de marine à voiles et à vapeur la décrit de cette manière : « Pompe où l’on voit une suite de plateaux circulaires enfilés par une chaîne sans fin et fixés près à près sur sa longueur. Cette chaîne parcourt le corps de la pompe et ces plateaux, d’un diamètre presque égal à celui de l’âme de la pompe, forcent l’eau qu’ils y rencontrent dans sa partie inférieure à s’élever. Cette pompe n'est plus en usage sur les bâtiments français. »

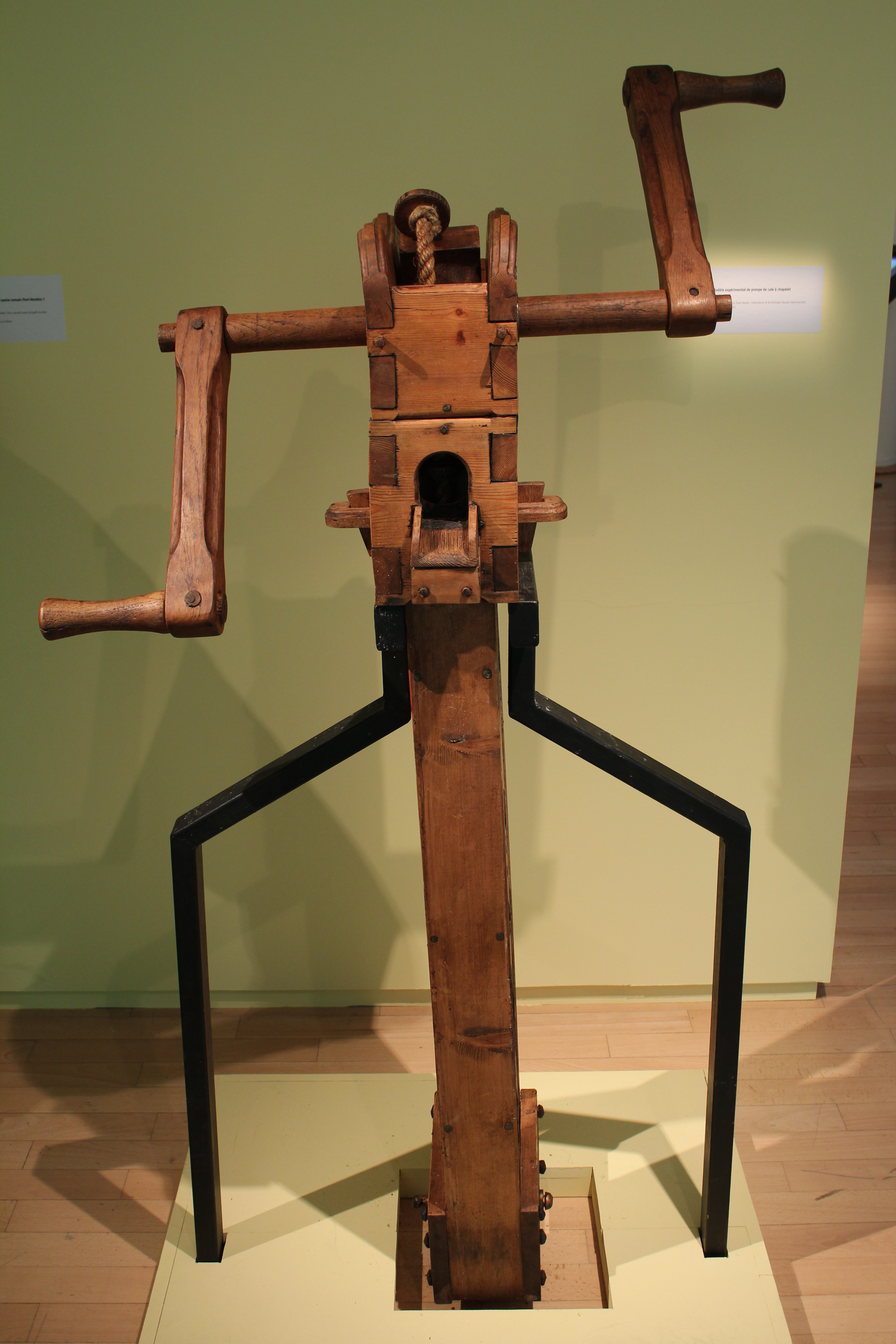
Pompe de cale de navire à chapelet. Musée de l'Arles antique

Des disques de bois percés d’un trou central découverts sur plusieurs épaves antiques fouillées dans les années 70 a conduit Jean Boudriot, à proposer de les attribuer au mécanisme d’une pompe à chapelet. La mention suivante est réalisée par Mariano di Jacopo dans son De Ingeneis ac edifitiis non usitatis de 1433. Celui-ci lui donne une origine orientale.

### Pompes foulantes

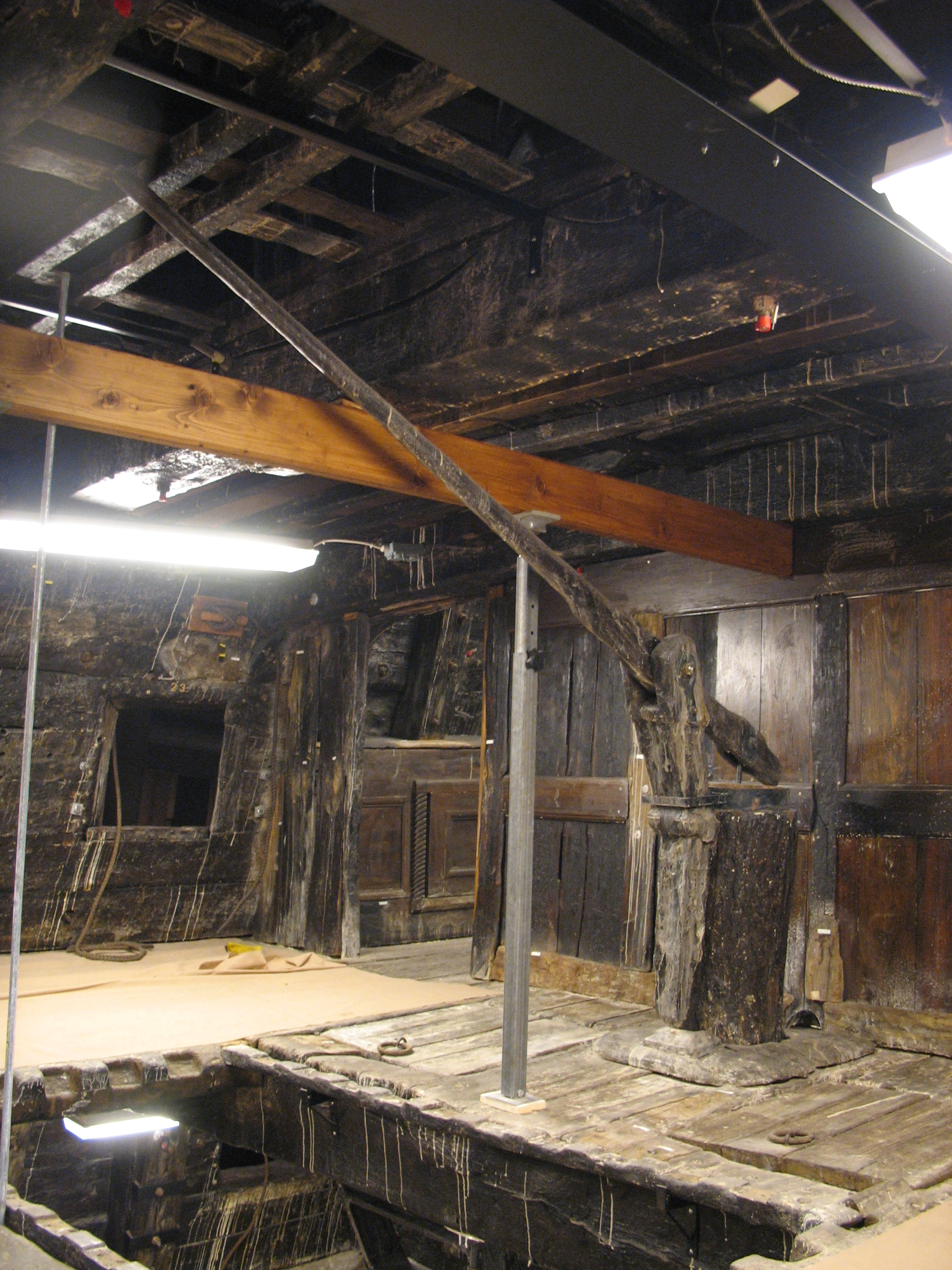
La pompe de cale arrière encore intacte du navire de guerre suédois Vasa du XVIIe siècle, vue depuis le pont supérieur des canons.

Les pompes foulantes anciennes avaient un certain nombre d'utilisations courantes. Selon l'emplacement de la pompe dans la coque du navire, elle pouvait être utilisée pour aspirer de l'eau de mer dans un réservoir à poisson, afin de conserver le poisson vivant jusqu'à ce que le navire soit amarré et que le poisson soit prêt à être vendu. Une autre utilisation de la pompe foulante était de lutter contre les incendies. L'eau était à nouveau aspirée depuis le bas de la coque, puis pompée sur l'incendie. Une autre utilisation suggérée pour la  pompe foulante était de disperser l'eau d'un navire. La pompe était  placée près du fond de la coque afin d'aspirer l'eau hors du navire.
Les pompes foulantes pouvaient être en bois ou en bronze. D'après les textes anciens, il semble que le bronze était le matériau de prédilection car il durait plus longtemps et se transportait plus facilement. Les pompes en bois étaient plus facile à construire, à assembler et à réparer, mais n'était pas aussi durable que le bronze. Parce qu'il s'agissait d'objets de grande valeur, on en trouve peu dans les épaves; ils étaient souvent récupérés après le naufrage du navire. Les pompes foulantes étaient assez simples dans leur construction consistant en un cylindre, un piston et quelques soupapes. L'eau remplissait le cylindre après quoi le piston descendrait dans le cylindre, provoquant le déplacement de l'eau vers un tuyau placé plus haut. La soupape se fermait, verrouillant l'eau dans le tuyau supérieur, puis la propulsant en un jet d'eau.

#### Vis d'Archimède

La vis d'Archimède peut remonter l'eau efficacement.

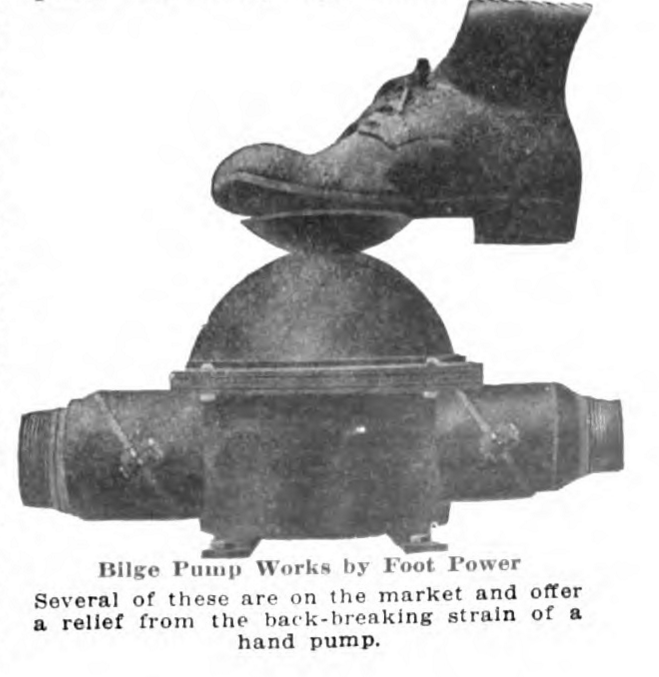

L'écrivain grec Athénée de Naucratis a décrit comment le roi Hiéron II a chargé Archimède de concevoir un immense navire, le Syracusia, qui pourrait être utilisé pour les voyages de luxe, le transport de fournitures et comme navire de guerre. Le Syracusia aurait été le plus grand navire construit dans l'Antiquité classique. Selon Athénée, il était capable de transporter 600 personnes et comprenait des décorations de jardin, un gymnase et un temple dédié à la déesse Aphrodite parmi ses installations. Puisqu'un navire de cette taille devait laisser pénétrer une quantité considérable d'eau à travers la coque, la vis d'Archimède a été prétendument développée afin d'éliminer l'eau de cale. La machine d'Archimède était un appareil avec une lame tournante en forme de vis à l'intérieur d'un cylindre. Il était tourné à la main et pouvait également être utilisé pour transférer l'eau d'un plan d'eau de faible altitude dans des canaux d'irrigation. La vis d'Archimède est encore utilisée pour le pompage de liquides et de vrac tels que le charbon et les céréales. La vis d'Archimède décrite à l'époque romaine par Vitruve était peut-être une amélioration d'une pompe à vis qui servait à irriguer les jardins suspendus de Babylone, mais cela est contesté en raison d'un manque de preuves solides,,.